# 디 엔드 오브 더 투어
디 엔드 오브 더 투어(The End of the Tour)는 미국에서 제작된 제임스 폰솔트 감독의 2015년 드라마 영화이다. 안나 클럼스키 등이 주연으로 출연하였고 맷 드로스 등이 제작에 참여하였다.

## 출연

### 주연
- 안나 클럼스키
- 제시 아이젠버그
- 마미 검머
- 제이슨 세걸
- 조안 쿠삭

### 조연
- 론 리빙스턴
- 믹키 섬너
- 린지 엘리자베스
- 댄 존 밀러
- 조엘 팅볼
- 래멀 챈

## 제작진
- 원작자: 데이비드 립스키
- 의상: 엠마 포터